# Robin Skelton
Robin Skelton (12 octobre 1925 - 22 août 1997) est un universitaire, écrivain, poète, chercheur, critique, artiste et anthologue d'origine britannique.
Auteur, critique, anthologue et traducteur très prolifique, il a écrit et publié plus de 100 ouvrages parmi lesquels figurent plus d'une quarantaine de recueils poétiques.

## Biographie
Né à Easington, dans le Yorkshire, Robin Skelton a étudié à l’Université de Leeds et à l’Université de Cambridge. De 1944 à 1947, il a servi dans la Royal Air Force en Inde. Il a ensuite enseigné à l'Université de Manchester, où il était un des trois membres fondateurs du The Peterloo Group,un groupe de poètes, artistes et écrivains à Manchester vers la fin des années 1950. En 1963, il a émigré au Canada où il a  commencé à enseigner à l'Université de Victoria en Colombie-Britannique.
Skelton était considéré comme étant une autorité en ce qui concerne la renaissance littéraire de la littérature irlandaise. Il était aussi reconnu pour son travail d'éditeur littéraire. il a été fondateur et éditeur, avec John Peter de The Malahat Review, un magazine littéraire canadien fondé en 1967. Skelton était aussi traducteur. Connu pour être un Wiccan, Skelton a également publié un certain nombre de livres sur le sujet de l’ occulte et d’autres religions néopagantes .
Georges Zuk, un prétendu poète surréaliste français, est un hétéronyme créé par Skelton.
Les écrivains que Skelton a influencés incluent notamment Jordan Stratford, auteur Canadien de littérature enfantine.

## Style littéraire et thèmes abordés
Le poète est connu pour sa littérature très diversifiée et son utilisation de tons et de styles variés et éclectiques. Il a écrit des poèmes en quatre langues : l'anglais, le vieil irlandais, le japonais et le gallois. Parmi les sujets traités dans ses écrits, on retrouve notamment le rôle du poète dans la société actuelle.
"La poésie de Skelton traite souvent de la mémoire et du temps, et du rapport entre l'esprit et la chair." Le spirituel et le matériel sont ainsi au centre de son œuvre, étant surtout un poète méditatif.
Ses écrits sur la métaphysique, l'occulte et la magie (notamment dans Magical Practice of Talismans (1985) ou Practice of Witchcraft Today: An Introduction to Beliefs & Rituals of the Old Religion (1988) ainsi que A Witches' Book of Ghosts and Exorcism) font ressortir cette préoccupation qu'il a, du monde spirituel et du paganisme (notamment dans son œuvre coécrite avec Margaret Blackwood : Earth Air, Fire, Water : Pre-Christian and Pagan Elements in British Songs, Rhymes and Ballads (1990) ).

## Œuvres: Bibliographie

### Poésie
- Patmos, And Other Poems (1955)
- The Poetic Pattern (1956)
- Third Day Lucky (1958)
- The Cavalier Poets (1960)
- Begging the Dialect: Poems and Ballads (1960)
- Two Ballads of the Muse (1960)
- The Dark Window (1962
- A Valedictory Poem Upon His Departure from Manchester, England, for the New World (1963)
- An Irish Gathering (1964)
- A Ballad of Billy Barker (1965)
- Because of This and Other Poems (1968)
- The Hold of Our Hands : Eight Letters to Sylvia (1968)
- Selected Poems, 1947–1967 (1968)
- An Irish Album (1969)
- Answers: Poems (1969)
- The Hunting Dark (1971)
- Private Speech: Messages, 1962–1970 (1971)
- A Different Mountain, Messages 1962 – 1970: Poems And Photo-Collages (1971)
- Remembering Synge (1971)
- Musebook (1972)
- Three For Herself (1972)
- Country Songs (1973)
- Time Light (1974)
- The Poet's Calling (1975)
- The Limners (1975)
- Callsigns (1976)
- Mystics Mild: Song (1976)
- Because of Love (1977)
- Three Poems (1977)
- Poetic Truth (1978)
- Landmarks (1979)
- They Call It the Cariboo (1980)
- Limits (1981)
- Collected Shorter Poems, 1947–1977 (1981)
- Zuk (1982)
- The Paper Cage (1982)
- De Nihilo (1982)
- Wordsong: Twelve Ballads (1983)
- The Collected Longer Poems, 1947–1977 (1985)
- Distances (1985)
- Telling the Tale (1987)
- Openings (1988)
- Celtic Contraries (1989)
- A Formal Music: Poems in Classical Metres (1993)
- Popping Fuchsias: Poems, 1987–1992 (1992)
- A Formal Music: Poems In Classical Metres (1993)
- Islands: Poems in The Traditional Forms And Metres Of Japan (1993)
- I Am Me: Rhymes For Small (1994)
- A Way of Walking : Poems in the Traditional Forms and Metres of Japan (1994)
- Wrestling the Angel: Collected Shorter Poems, 1947–1977 (1994)
- Samhain (1994)
- The Edge Of Time: Poems And Translations (1995)
- Three for Nick (1995)
- One Leaf Shaking: Collected Later Poems, 1977–1990 (1996)
- A Further Spring: Love Poems (1996)
- Lens of Crystal: Poems (1996)
- Long, Long Ago (1996)
- Love Poems: A Further Spring (1996)
- Or So I Say: Contentions and Confessions – A Happenstance Book (1998)
- The Shapes of Our Singing (1999)
- The Shapes of Our Singing: A Guide to the Meters and Set Forms of Verse from Around the World (2002)
- In This Poem I Am(2007)

### Fiction
- The Man Who Sang In His Sleep (1984)
- The Parrot Who Could (1987)
- Fires of the Kindred (1987)
- Hanky-Panky and Other Stories (1990)
- Higgledy Piggledy (1992)

### Essais
- John Ruskin: The Final Years (1955)
- Teach Yourself Poetry (1963)
- The Practice of Poetry (1971)
- J. M. Synge and His World (1971, US title: The Writings of J. M. Synge)
- Spellcraft: A Manual of Verbal Magic (1978)
- Herbert Siebner (1979)
- They Call It The Cariboo (1980)
- Magical Practice of Talismans (1985, US title: Talismanic Magic)
- Practice of Witchcraft Today: An Introduction to Beliefs & Rituals of the Old Religion (1988)
- A Gathering of Ghosts (1989, with Jean Kozocari)
- A Witches' Book of Ghosts and Exorcism (1990, with Jean Kozocari)
- Earth Air, Fire, Water : Pre-Christian and Pagan Elements in British Songs, Rhymes and Ballads (1990, with Margaret Blackwood)
- Practice of Witchcraft Today: An Introduction To Beliefs and Rituals (1990)
- The Record of A Logophile (1990)
- A Devious Dictionary (1991)

### Mémoires
- The Memoirs of A Literary Blockhead (1988)
- Portrait of My Father (1989)

### Anthologies et biographies
- Translations by J. M. Synge (1961)
- Edward Thomas: Selected Poems (1962)
- Collected Works of J. M. Synge (1962)
- Six Irish Poets: Austin Clarke, Richard Kell, Thomas Kinsella, John Montague, Richard Murphy, Richard Weber (1962)
- Penguin Book of Poetry of the Thirties (1963)
- Collected Poems of David Gascoyne (1965)
- The World of W B Yeats: Essays in Perspective (1965, with Anne Saddlemyer)
- Irish Renaissance: A Gathering of Essays, Memoirs and Letters from the Massachusetts Review (1965, with David R. Clark)
- The Vinland Map and the Tartar Relation (1966, with Thomas E. Marston and George O. Painter)
- Inscriptions (1967, with Herbert Siebner)
- Five Poets of the Pacific Northwest (1968)
- Poetry of the Forties (1968)
- Contemporary Poetry of British Columbia (1970)
- Collected Verse Translations of David Gascoyne (1970)
- Herbert Read: A Memorial Symposium (1970)
- Collected Plays of Jack B. Yeats (1971)
- Selected Poems Of Byron (1971)
- Introductions from an Island 1973: New Writing for Students in the Creative Writing Programme (1973)
- A Gathering in Celebration of the Eightieth Birthday of Robert Graves (1975, edited  with William Thomas)
- Six Poets of British Columbia (1980)
- From Syria by Ezra Pound (1981)
- Herbert Siebner: A Celebration (1993)
- Dark Seasons A Selection of Georg Trakl Poems (1994)

### Traductions
- Georges Zuk: Selected Verse (1969)
- 200 Poems from the Greek Anthology (1971)
- The Underwear of the Unicorn by Georges Zuk (1975)
- George Faludy: Selected Poems, 1933–80 (1985)
- Briefly Singing : A Gathering of Erotic Satirical and Other Inscriptions Epigrams and Lyrics from the Greek and Roman Mediterranean 800 BC – AD 1000 Including the Complete Poems of Rufinus (1994)
- Rufinus. The Complete Poems (1997)